# 但钦
但钦（？—13年）西汉末年至新朝的政治人物。
汉平帝元始年间，但钦担任西域都护府的都护。匈奴进攻西域各国，各国求救于西域都护府。但钦不但不去救援，而且还杀死车师后王须置离。须置离的弟弟狐兰支和胡去来王，相继逃亡匈奴。王莽称帝建立新朝，将匈奴单于玺改称章，匈奴与中原关系破裂，发兵攻打新朝边郡和西域诸国。始建国五年（13年），西域焉耆反叛新朝归附匈奴，攻伐西域都护府，杀死但钦。
| 前任： 孙建 | 西域都护 | 繼任： 李崇 |